# Епархия Лисмора
 Епархия Лисмора  (лат. Dioecesis Lismorensis) — епархия Римско-Католической церкви с центром в городе Лисмор, Австралия. Епархия Лисмора входит в митрополию Сиднея. Кафедральным собором епархии Лисмора является собор святого Картагия.

## История
5 мая 1887 года Святой Престол учредил епархию Графтона, выделив её из епархии Армидейла. 13 июня 1900 года кафедра епархии была переведена из города Графтона в города Лисмор и епархия Графтона была переименована в епархию Лисмора.
Покровителем епархии Лисмора является ирландский святой Картагий.

## Ординарии епархии
- епископ Jeremiah Joseph Doyle (13.05.1887 — 4.06.1909);
- епископ John Carroll (2.12.1909 — 8.05.1949);
- епископ Patrick Joseph Farrelly (8.05.1949 — 1.09.1971);
- епископ John Steven Satterthwaite (1.09.1971 — 1.12.2001);
- епископ Geoffrey Hilton Jarrett (1.12.2001 — по настоящее время).

## Источник
- Annuario Pontificio, Libreria Editrice Vaticana, Città del Vaticano, 2003, ISBN 88-209-7422-3